# Tanasis Papazoglu
Atanasios „Tanasis” Papazoglu (gr. Αθανάσιος Παπάζογλου, ur. 30 marca 1988 w Salonikach) – grecki piłkarz grający na pozycji napastnika. Od 2015 jest zawodnikiem klubu KV Kortrijk.

## Kariera piłkarska
Swoją karierę piłkarską Papazoglu rozpoczął w klubie Aris FC. W 2007 roku awansował do pierwszej drużyny i w sezonie 2007/2008 zadebiutował w niej w pierwszej lidze greckiej.
W 2009 roku Papazoglu odszedł do innego klubu z Salonik, PAOK FC. 23 września 2009 zadebiutował w nim w zremisowanym 0:0 wyjazdowym meczu z Panioniosem. W 2011 roku został wypożyczony do Asterasu Tripolis, w którym swój debiut zaliczył 5 lutego 2011 w domowym meczu z AE Larisa (1:1). W sezonie 2011/2012 także grał w PAOK.
Latem 2013 roku Papazoglu odszedł do OF Irakleiou. Swój pierwszy mecz w jego barwach rozegrał 26 sierpnia 2013 przeciwko Skodzie Xanthi, w którym padł remis 1:1. W zespole z Krety spędził dwa lata.
W sierpniu 2014 roku Papazoglu został zawodnikiem klubu PAE Atromitos. Swój debiut w klubie z Aten zaliczył 24 sierpnia 2014 w wygranym 1:0 domowym meczu z AO Platania Chanion. W Atromitosie grał przez rok.
W 2015 roku Papazoglu został piłkarzem KV Kortrijk. W pierwszej lidze belgijskiej zadebiutował 25 lipca 2015 w wygranym 2:1 domowym spotkaniu ze Standardem Liège.
| Sezon   | Klub             | Kraj   | Rozgrywki          | Mecze | Gole |
| ------- | ---------------- | ------ | ------------------ | ----- | ---- |
| 2007/08 | Aris FC          | Grecja | Superleague Ellada | 6     | 0    |
| 2008/09 | Aris FC          | Grecja | Superleague Ellada | 2     | 0    |
| 2009/10 | PAOK FC          | Grecja | Superleague Ellada | 19    | 2    |
| 2010/11 | PAOK FC          | Grecja | Superleague Ellada | 8     | 1    |
| 2010/11 | Asteras Tripolis | Grecja | Superleague Ellada | 9     | 0    |
| 2011/12 | PAOK FC          | Grecja | Superleague Ellada | 12    | 3    |
| 2012/13 | OF Irakleiou     | Grecja | Superleague Ellada | 25    | 8    |
| 2013/14 | OF Irakleiou     | Grecja | Superleague Ellada | 30    | 7    |
| 2014/15 | PAE Atromitos    | Grecja | Superleague Ellada | 25    | 4    |
| 2015/16 | KV Kortrijk      | Belgia | Eerste klasse      | 34    | 9    |

## Kariera reprezentacyjna
W reprezentacji Grecji Papazoglu zadebiutował 29 marca 2016 roku w przegranym 2:3 towarzyskim meczu z Islandią, rozegranym w Pireusie. W 46. minucie tego meczu został zmieniony przez Apostolosa Weliosa.